# Johann Eberhard Georgii
Johann Eberhard Georgii (* 21. Dezember 1694 in Urach; † 20. Juni 1772 in Stuttgart) war ein deutscher Jurist und württembergischer Politiker.
Johann Eberhard Georgii war ein Sohn des aus Straßburg stammenden Amtmanns Johann Martin Georgii (1658–1738) und dessen Ehefrau Margaretha Kiefer. Er studierte in Tübingen Jura und ging danach in österreichische Dienste. Von 1717 bis 1720 nahm er an den spanisch-sizilianischen Kriegen teil. Dann kehrte er nach Württemberg zurück, wurde 1722 Regierungsrat, 1731 Kammerprokurator und 1736 Kammerdirektor. Georgii kritisierte die fragwürdigen Münzoperationen von Joseph Süß Oppenheimer und wurde deshalb von Herzog Karl Alexander von Württemberg aus dem Staatsdienst entlassen. Nach dem Tod des Herzogs wurde Georgii rehabilitiert und 1738 zum Geheimen Rat ernannt.
Von 1741 bis 1744 weilte er als außerordentlicher Gesandter am Hof Friedrichs des Großen, wo die drei württembergischen Prinzen erzogen wurden. An der Verbindung des Erbprinzen Carl Eugen mit Elisabeth Friederike von Bayreuth war er maßgeblich beteiligt. 1764 wurde er seiner Ämter enthoben, weil er sich einem rechtswidrigen Steuerplan des Günstlings Friedrich Samuel von Montmartin widersetzte.
Seit 1722 war Georgii mit Catharina Magdalena Wolf (1702–1753) aus Leipzig verheiratet. Das Paar hatte die Söhne Christian Eberhard (1724–1796) und Eberhard Gottlob (1730–1793).